# Alexandros Triantafilidis
Alexandros Triantafilidis –en griego, Αλέξανδρος Τριανταφυλλίδης– (Salónica, 5 de junio de 1971) es un deportista griego que compitió en lucha grecorromana. Ganó una medalla de plata en el Campeonato Europeo de Lucha de 1994, en la categoría de 100 kg.

## Palmarés internacional
| Campeonato Europeo | Campeonato Europeo | Campeonato Europeo | Campeonato Europeo |
| Año                | Lugar              | Medalla            | Categoría          |
| ------------------ | ------------------ | ------------------ | ------------------ |
| 1994               | Atenas (Grecia)    | Medalla de plata   | 100 kg             |